# Virus D

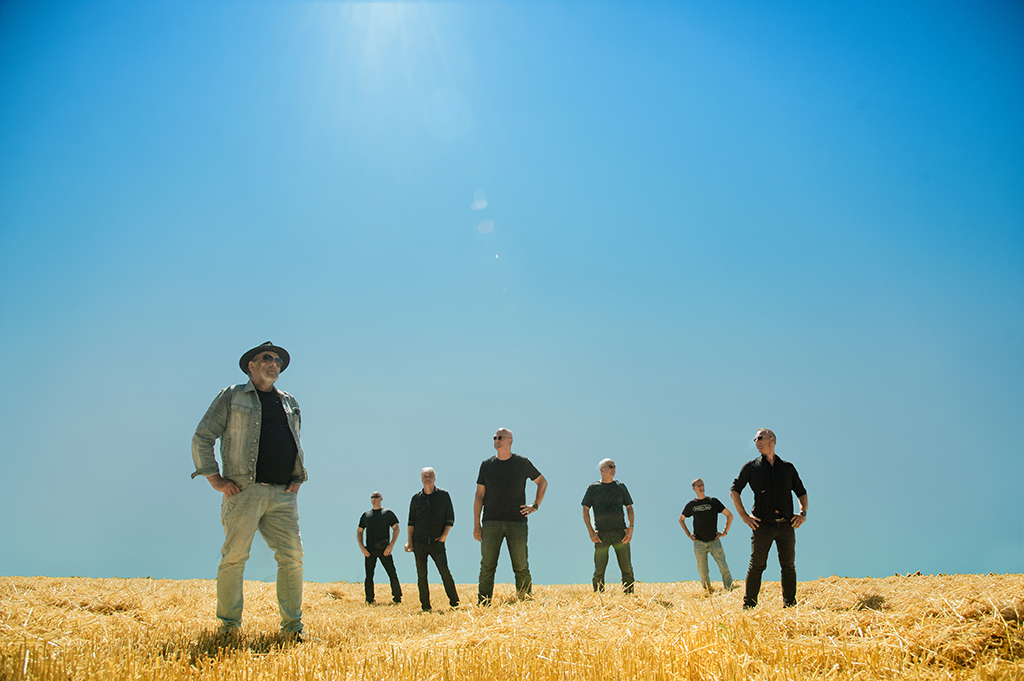
Virus-D 2019

Virus D sind eine 1983 gegründete Deutschrockband.

## Bandgeschichte
Virus D fand sich aus Mitgliedern zweier regional bekannter Bands zusammen. Bernd Feller (Schlagzeug) und Jürgen Wessollek (Bass) kamen von der Coverband Odessa aus Marl, die sich 1983 trennte. Torsten Schmidt (Gitarre und Gesang) stieß als Leadsänger dazu. Als Virus D wandte man sich von alten Coverversionen rasch ab und konzentrierte sich nur noch auf eigene, deutschsprachige Kreationen. Schmidt spielte vorher in der Band Moment mal aus Haltern am See. Von 1981 bis 1983 machten Moment mal konsequent eigene Musik mit deutschen Texten, was zu jener Zeit noch eher selten war. Es wurden zunächst Lieder aus der Feder von Sänger Torsten Schmidt zu eingängigen Rocksongs umgestaltet, zunehmend wurden neue Songs gemeinsam erarbeitet, die Texte kamen von Torsten. Torsten Schmidt hatte 1972 gemeinsam mit Christian Bollmann das Folk-Duo Midnight Circus gegründet. Dieses Konzept wurde bei Virus D konsequent fortgeführt und einige Stücke von Moment mal wurden so auch fester Bestandteil im Programm von Virus D. Der Gitarrist von Moment mal war Andreas Wessollek, ebenfalls Gründungsmitglied bei Virus D. In der Heimatstadt Haltern am See hatten Moment mal den lokalen Hit Rekumer Highway Blues.
Im Jahr 1987 trat Virus D mit dem Lied Jetzt oder nie auf dem Bundesrockfestival in Hamburg auf und wurde mit dem „1. Preis der Landesjury NRW als beste Rockband des Landes NRW im Deutschen Rockpreis 1987“ ausgezeichnet. Für diesen Preis war die Band damals gegen über 1000 Konkurrenten angetreten, dabei Bands wie Primavera, Dorian Gray und Double Q. Die Auszeichnung zog Arbeiten für Filmproduktionen nach sich. So leistete die Band unter anderem Beiträge zu den WDR-Produktionen Das Büdchen und Der Todeskandidat.

### Erst stirbt die Zeche...
Virus D war als Band des Ruhrgebiets stark interessiert am Schicksal der „Kumpels“, die die Schließung der Zechen fürchten mussten. Sie entwickelte daher im Jahr 1989 die Rockrevue Erst stirbt die Zeche – dann stirbt die Stadt, die in ganz Deutschland aufgeführt wurde. Der Titel wurde zum Slogan der Bergleute und war unter anderem das Motto der Menschenkette im Ruhrgebiet von 1997, an der über 200.000 Menschen teilnahmen. Durch sein Engagement war Virus D von nun an Stammgast auf den Demos der verschiedenen Bergbauorganisationen. So zum Beispiel 1993 vor 100.000 Bergarbeitern in Bochum oder auf der Kunst für Kohle – wir für Euch in den Westfalenhallen in Dortmund. 2012 wurde der Song Erst stirbt die Zeche ins Liederbuch und Lexikon Glück Auf! im Klartext Verlag aufgenommen.
2017 war Virus D Bestandteil der Ausstellung Rock & Pop im Ruhrpott auf Zeche Zollverein in Essen und in dem parallel erschienenen Buch mit gleichlautendem Titel.
Die Rockrevue Erst stirbt die Zeche – dann stirbt die Stadt ist im Deutschen-Bergbaumuseum Bochum im Rahmen einer Dauerausstellung permanent zu hören.

### Ende und Revival
Durch ständige personelle Veränderungen zeichnete sich langsam das Ende der Band ab. Im Jahr 1997 starb der Bassist Jürgen Wessollek. Er wurde durch Andreas Mohr ersetzt, der die Band aber aus beruflichen Gründen bald wieder verlassen musste. Am 20. Januar 2001 fand im Gemeinschaftshaus Wulfen das Abschiedskonzert statt.
Musiker von Virus D waren beteiligt an dem Projekt Betaplan und am Bluesprojekt MoreMoore. Sänger Torsten Schmidt war aktiv bei der Unterhaltungsband Swinging Boys & One und spielte mit Kraut & Rübe Karnevalsmusik.
Anlässlich der Schließung der letzten Zeche am Niederrhein spielte Virus-D auf einer Großveranstaltung in Kamp-Lintfort ein Konzert. Die Ur-Mitglieder Torsten Schmidt, Andreas Wessollek, Volker Krebs, Bernd Feller, Jörg Schwarz, Karsten Blechinger sowie der Neuzugang Dieter Beermann am Bass beschlossen, ihre Zusammenarbeit fortzuführen. Es folgten ab 2014 Konzerte mit alten und neuen Songs.
Jörg Schwarz, Dieter Beermann und das langjährige Mitglied Volker Krebs verließen 2016 die Band und wurden ersetzt durch Andreas „Wietie“ Wiethoff an den Keyboards, Thomas Kersting am Bass und Uwe Brunn an der Gitarre. Uwe Brunn gehörte der Band bereits von 1995 bis 2001 an.
Aufgrund unterschiedlicher Vorstellungen über die weitere Entwicklung verließ 2018 der Keyboarder Andreas Wiethoff die Band und wurde durch Kalli Wälter, dem Pianisten der Münsteraner Band Blueshifters ersetzt.
Anlässlich der Schließung der letzten Ruhrgebietszeche Bergwerk Prosper-Haniel in Bottrop 2018 schrieb Virus-D einen neuen Song unter dem Titel Der Bergbau geht, der Kumpel bleibt. Dieses Lied stellte Virus-D erstmals auf den Ruhrfestspielen in Recklinghausen vor, wo auch eine größere Demonstration der Bergarbeiter stattfand.
Andreas Mohr, schon Ende der 1990er Jahre als Sänger und Bassist in der Band, stieß 2019 als Sänger und Perkussionist wieder dazu, gleichzeitig verließ Gründungsmitglied Andreas Wessollek die Band.
Während Virus-D im Studio an einer neuen CD arbeitete, starb im September 2019 der Gründer, Sänger, Texter und Komponist der meisten Virus-D-Songs, Torsten Schmidt.
Nach langjähriger Auftrittspause spielt Virus-D ab Oktober 2025 wieder Live-Konzerte.

## Diskografie
| Jahr | Album                                |
| ---- | ------------------------------------ |
| 1987 | LP-Sampler „Deutscher Rockpreis '87“ |
| 1988 | Single „Morgen ist ein neuer Tag“    |
| 1990 | CD „Erst stirbt die Zeche“           |
| 1993 | CD „Treibsand“                       |
| 1999 | CD „Spurensicherung“                 |
| 2020 | EP „Neuland“                         |
| 2021 | Sampler „German Swag“                |
| 2022 | EP „Lebendig“                        |
| 2024 | EP „Glasklare Augen“                 |
| 2025 | Doppel-Vinyl-LP und CD „Zeitreise“   |

Alle Tonträger sind digital bei Bellaphon Records in Frankfurt verlegt.